# 누나타크

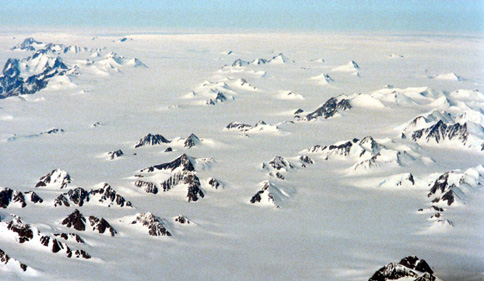
그린란드 동해안의 누나타크군

누나타크(그린란드어: Nunataq, 영어: Nunatak)는 빙하 지역에서 볼 수 있는 지형의 일종으로, 산이나 언덕의 꼭대기 부분이 빙하를 뚫고 나와 암반이 노출된 것을 가리킨다. 누나타크라는 말은 그린란드어가 기원으로 1870년대경부터 서양에서 사용되기 시작했다.